# Tsunade
Tsunade Senju (綱手?, Tsunade) è un personaggio della serie anime e manga Naruto, scritta e disegnata da Masashi Kishimoto. Il suo nome (綱手) significa "corda da ormeggio" e deriva dal racconto tradizionale giapponese Jiraiya goketsu monogatari.
Conosciuta anche come la Principessa delle Lumache di Konoha (木ノ葉のナメクジ綱手姫?, Konoha no Namekuji Tsunade-Hime), essendo nipote del Primo Hokage viene soprannominata anche Principessa Tsunade (綱手 姫?, Tsunade-Hime); dopo la morte del Hiruzen Sarutobi, Terzo Hokage e suo maestro, ne prende il posto come capo villaggio divenendo il Quinto Hokage (五代目火影?, Godaime Hokage).

## Il personaggio

### Aspetto
Nonostante sia una donna di 50 anni (Naruto la chiama infatti Nonna Tsunade), Tsunade si presenta, grazie alle proprie tecniche, come una donna molto più giovane e affascinante, con lunghi capelli biondi legati in due basse code di cavallo e gli occhi castani; porta il rossetto e smalto rosso sulle unghie delle mani e dei piedi. Sulla fronte ha un piccolo rombo viola, il sigillo Byakugou, che serve a immagazzinare chakra, ma il tratto fisico che più la caratterizza è il fatto di avere un seno estremamente prosperoso (106 cm secondo Jiraiya). 
Ad eccezione dei flashback sul suo passato, in cui compare a diverse età con diversi abiti, indossa sempre un top chiaro simile a un kimono corto, chiuso da una cintura scura, con pantaloni blu e sandali col tacco. Sul tutto porta una giacca verde con riportato sul retro il kanji per "Gioco d'azzardo" (賭?, kake). 

### Personalità

Gioco d'azzardo (賭, kake)

Tsunade è una donna molto testarda e cocciuta che ha la brutta abitudine di criticare gli altri per i loro difetti sebbene lei stessa ne sia piena (su tutti la passione per il gioco d'azzardo e per l'alcool); Naruto la definisce come una donna dal carattere impossibile, egoista e arrogante, che a volte perde il lume della ragione comportandosi in maniera del tutto irresponsabile e infantile. Nonostante questo ripone grande fiducia nella nuova generazione di ninja, specie in Naruto e nella sua allieva Sakura, e dimostra grande affetto nei confronti del ragazzo (tanto da regalargli il pendente ereditato dal nonno) e dell'ex compagno Dan Kato, piangendo da sola dopo la sua morte (di cui si sente responsabile).
Nonostante la passione per il gioco ereditata dal nonno è praticamente incapace di vincere (è infatti nota come Leggendaria Babbea (伝説のカモ?, Densetsu no Kamo, nel doppiaggio italiano tradotto con L'Imbranata Leggendaria)) e anzi le rare occasioni in cui ci riesce sono generalmente portatrici di sventura.

### Creazione e sviluppo
I nomi di Jiraiya, Tsunade e Orochimaru sono stati presi dal racconto tradizionale giapponese Jiraiya goketsu monogatari: sebbene la Tsunade del racconto, al contrario di quella del manga, sia sposata con Jiraiya, entrambe sono in grado di usare le lumache a loro piacimento.

## Storia

Pendente di Tsunade

Nipote del Primo Hokage Hashirama Senju, Tsunade è stata allieva di Hiruzen Sarutobi, il Terzo Hokage, insieme a Orochimaru e Jiraiya: essi saranno poi noti come i "Tre Ninja Leggendari" (Sannin), appellativo dato loro da Hanzo delle Salamandre.
Durante la Seconda guerra ninja, suo fratello minore Nawaki e il suo fidanzato Dan vennero uccisi: dopo questo evento, che provocò in lei una forte emofobia, lasciò il Villaggio della Foglia prendendo come allieva la nipote di Dan Shizune.
Dopo la morte del Terzo Hokage, Tsunade riceve una proposta da Orochimaru: lui riporterà in vita Nawaki e Dan ma in cambio pretende che lei gli guarisca le braccia; contemporaneamente Jiraiya e Naruto le chiedono di diventare il Quinto Hokage. Ancora scossa, la donna rifiuta la proposta di questi ultimi e per questo Naruto la sfida in combattimento: la donna accetta la sfida per metterlo in riga ma poi è lei a restare sconvolta quando gli chiede perché l'abbia sfidata nonostante l'enorme divario e questi risponde usando le stesse parole che usavano Nawaki e Dan sul perché volessero diventare Hokage. Alla fine Tsunade decide di accettare la proposta di Jiraiya e affronta Kabuto, che però la sconfigge sfruttando la sua emofobia: viene tuttavia salvata da Naruto e, dopo averlo guarito e difeso, sconfigge la sua emofobia e riesce a far ritirare l'ex compagno. Dopo essere stata nominata Quinto Hokage opera Rock Lee, mettendolo in condizione di continuare il mestiere di ninja, e prende Sakura come discepola.
Tsunade si dedica ininterrottamente alla protezione del villaggio e al ruolo di Hokage. Nonostante il consiglio della Foglia pretenda che a Naruto venga impedito di uscire dal Villaggio per evitare che possa cadere in mano ai nemici, Tsunade mette in gioco la sua carica prendendosi la responsabilità di eventuali problemi causati da Naruto; nello stesso periodo uno degli oppositori del Terzo Hokage, Danzo Shimura, inizia a tramare nell'ombra per prendere il controllo del villaggio: fiutando tale situazione Tsunade chiede a Yamato, membro della Squadra Speciale ANBU, di capitanare temporaneamente il Team Kakashi nella missione al Ponte tra Cielo e Terra e di tenere sotto controllo il suo nuovo membro proveniente dalla Radice, Sai.
Dopo la morte di Jiraiya Pain riesce a distruggere Konoha e Tsunade evoca Katsuyu, trasmettendole il proprio chakra per poter curare i feriti dell'attacco; in seguito si rifiuta di consegnargli Naruto e utilizza la Rinascita per difendere il villaggio dall'attacco di Pain; stremata dallo sforzo viene salvata da Naruto e poco dopo viene lasciata alle cure di Sakura da Gamakichi, cadendo in coma a causa della grave perdita di chakra.
In seguito il Daimyo del Paese del Fuoco, ritenendo Tsunade non più in grado di proteggere il villaggio, la spoglia temporaneamente del titolo di Hokage e lo conferisce a Danzo; dopo la morte di quest'ultimo Kakashi viene ritenuto il più adatto a diventare Hokage, ma poco prima della sua nomina Tsunade si risveglia dal coma e riprende la carica di Quinto Hokage.
Durante la Quarta guerra ninja intercetta insieme al Quarto Raikage Naruto e Killer Bee per evitare il loro ingresso in guerra, ma alla fine i due Kage si convincono che le due forze portanti possono essere d'aiuto all'alleanza. In seguito, con tutti gli altri Kage, combatte contro Madara Uchiha resuscitato da Kabuto: dopo lo scontro Tsunade è l'unica a essere ancora cosciente ed evoca Katsuyu allo scopo di guarire gli altri quattro.
Dopo essere stata salvata da Orochimaru riesce a curare gli altri Kage e a dirigersi verso il campo di battaglia: qui cura Shikamaru, ridotto in fin di vita dal decacoda, poi rilascia il Byakugō assieme a Sakura riuscendo a evocare un decimo dell'intero corpo di Katsuyu, che si liquefà raggiungendo l'intero campo di battaglia curando e donando chakra a tutti i ninja dell'alleanza. Verrà poi soggiogata dallo Tsukuyomi infinito insieme al resto dell'alleanza, sognando che Nawaki e Dan siano ancora in vita, e che lei viva al villaggio con loro insieme a Jiraiya e Orochimaru, che qui non ha mai tradito il Villaggio. Dopo la fine della guerra crea delle nuove braccia per Naruto e Sasuke (che però rifiuterà di farsi trapiantare) dalle cellule di suo nonno e abdicherà lasciando il titolo di Hokage a Kakashi.
Quindici anni dopo viene vista a un incontro tra ex Kage presso la residenza di Onoki, dove annuncia che l'ordine del giorno è bere e lamentarsi dei giovani, mentre al Palazzo dell'Hokage è in corso il summit fra gli attuali Kage.

## Capacità ninja

I segni che si sviluppano sulla fronte di Tsunade durante l'utilizzo della Rinascita

Tsunade viene universalmente riconosciuta come il miglior ninja medico del mondo di Naruto (anche se Madara Uchiha afferma che la sua abilità in questo campo è inferiore a quella di suo nonno): le sue conoscenze la rendono in grado di determinare di che tipo di lesioni o malattie una persona soffra semplicemente guardandola e inoltre vanta una vastissima conoscenza nella composizione dei veleni e degli antidoti.
La forma più estrema della sua abilità medica è la Rinascita: la kunoichi immagazzina continuamente chakra nel sigillo romboidale che porta sulla fronte ed esso, una volta rilasciato, accelera enormemente il processo di sostituzione cellulare finché ogni ferita non viene rigenerata; il chakra continua a fluire anche dopo la guarigione in modo da permetterle di continuare a combattere poiché si rigenera costantemente. L'effetto ha tuttavia una breve durata e una volta terminato Tsunade assume un aspetto molto anziano per un certo periodo; quando il sigillo ricompare è segno che gli effetti collaterali sono finiti e infatti la ninja recupera le forze e l'aspetto giovanile. Altro effetto collaterale di questa tecnica sta nel fatto che essa accorcia la vita perché, accelerando il processo rigenerativo, le cellule oltrepassano i propri limiti di moltiplicazione. Prima della Quarta guerra ninja Tsunade apprende anche il secondo stadio della Rinascita, il Byakugou, che ha una durata maggiore rispetto al precedente.
Tsuande può utilizzare la Tecnica del richiamo per evocare le lumache, in particolare la loro regina Katsuyu, con la quale ha un contatto telepatico; la stessa riesce a ricevere il chakra della kunoichi anche a grandi distanze e ha dimostrato anche l'abilità di secernere un acido vischioso in grado di sciogliere qualsiasi cosa e di dividersi in piccole copie così da curare più persone contemporaneamente. Possiede inoltre una straordinaria forza fisica che, unita alla sua eccezionale capacità di concentrazione del chakra, la rende in grado di uccidere un uomo con un colpo solo tanto che Madara, durante lo scontro con i cinque Kage nel corso della Quarta guerra ninja, afferma che Tsunade è più forte del Quarto Raikage nonostante sia meno veloce.
La sua tecnica di trasformazione le permette di mantenere un aspetto simile a quello che aveva in gioventù (Jiraiya afferma che può modificare la sua età senza fatica) e risulta diversa da quelle normali in quanto non scompare quando viene colpita o ferita e almeno in apparenza non deve fare alcuno sforzo per mantenerla. È inoltre da considerare che essa non è una tecnica illusoria, in quanto anche il suo stato fisico generale non risente del deperimento del tempo, e ciò lascia intendere che la tecnica le dona uno stato di eterna giovinezza.